# 2023 en Albanie
Chronologie de l'Albanie
- 2019
- 2020
- 2021
- 2022
- 2023
- 2024
- 2025
- 2026
- 2027

Cet article traite des événements qui se sont produits durant l'année 2023 en Albanie.

## Événements

### Janvier
- x

### Février
- x

### Mars
- x

### Avril
- x

### Mai
- 14 mai : Élections municipales albanaises.

- 24 mai : Fin du championnat d'Albanie de football.

### Juin
- x

### Juillet
- x

### Août
- x

### Septembre
- x

### Octobre
- x

### Novembre
- x

### Décembre
- x

## Décès
- 11 novembre : Raphael Dwamena, footballeur international ghanéen mort en Albanie

#### L'année 2023 dans le reste du monde
- L'année 2023 dans le monde
- 2023 en Europe, 2023 dans l'Union européenne, 2023 en Belgique, 2023 en France, 2023 en Italie, 2023 en Suisse
- 2023 en Amérique • 2023 par pays en Asie • 2023 en Océanie, 2023 en Afrique
- 2023 aux Nations unies
- Décès en 2023
- Pandémie de Covid-19 en Albanie